# Граховско поље
Граховско поље је мало крашко поље у југозападном делу Црне Горе, недалеко од границе са Босном и Херцеговином североисточно од Орјена. Захвата површину од 6,4 , пружа се на дужини од 7 километара и широко је 1,5 километар. Надморска висина поља је 695-780 метара. Отворено је према Рисанском заливу, од којег је удаљено 6,5 км. Севроисточно од поља је пространа крашка зараван Катунског крша и Бањана, а према западу се уздиже Орјен (1894 м) и његови огранци.
Поље је формирано у кречњацима кредне старости, на граници са доломитима, а дно му је покривено флувиоглацијалним наносима Орјенсје глацијације, просечне дебљине 10 метара. Граховско поље спада у групу периодски плављених крашких поља, стога су овде добро развијене привредне гране попут ратарства и сточарства.
Њиме тече Граховска река, на којој је подигнуто вештачко језеро за ваводњавање. Има средњу јануарску температуру 2 °C, а јулску 23 °C. Годишња количина падавина је 2895 мм. Њиве запремају 50% површине поља, а остало су ливаде.
На северном ободу поља налазе се извори Грабовице, Граховске реке и Челине. У пољу се налази и археолошко налазиште - некропола Петковићи и насеље Грахово.

## Географија
Граховско поље је мало крашко поље у југозападном делу Црне Горе, недалеко од границе са Босном и Херцеговином североисточно од Орјена. Захвата површину од 6,4 , пружа се на дужини од 7 километара и широко је 1,5 километар. Надморска висина поља је 695-780 метара. Отворено је према Рисанском заливу, од којег је удаљено 6,5 км. Севроисточно од поља је пространа крашка зараван Катунског крша и Бањана, а према западу се уздиже Орјен (1894 м) и његови огранци.
Поље је формирано у кречњацима кредне старости, на граници са доломитима, а дно му је покривено флувиоглацијалним наносима Орјенсје глацијације, просечне дебљине 10 метара. Граховско поље спада у групу периодски плављених крашких поља, стога су овде добро развијене привредне гране попут ратарства и сточарства.
Њиме тече Граховска река, на којој је подигнуто вештачко језеро за ваводњавање. Има средњу јануарску температуру 2 °C, а јулску 23 °C. Годишња количина падавина је 2895 мм. Њиве запремају 50% површине поља, а остало су ливаде.
На северном ободу поља налазе се извори Грабовице, Граховске реке и Челине. У пољу се налази и археолошко налазиште - некропола Петковићи и насеље Грахово.
У прошлости су границе према југу и истоку биле различите. Регион су насељавали Риђани, племе-род који се асимиловао или доселио до краја 17. века. Планински венци, планине Његош и планина Сомина чине природну границу на северу. Брековац, Братогошти и Тисовац простиру се до Требишњице и Билећког језера од сјеверозападне до југозападне границе. Јужна и источна граница Бањана иде преко брдовитог терена, без већих природних баријера. Регију Грахова одређују сљедећа насеља која су била у саставу Општине која је укинута 1960. године, Насеља су Балосаве, Баре, Броћанац, Вилуси, Граховац, Грахово, Долови, Загора, Заслап, Јабуке, Нудо, Подбужер, Ријечани. и Спила.

## Историја
Први писани помен Грахова је 1687. године. Граховско поље помиње војвода по имену Илија Балотић, чиме ће он и његови сународници Војводе из суседних племена растеретити град и обезбедити му 400 људи, од чега 200. били способни да се боре у рату. Још један његов спис закључује да је из племена Дробњака, и да би само од њих донео додатних 500 душа. Племе Бањана налазило се по селима Грахово и Граховац. Илија Балотић је рекао да ће ослободити град Грахово и да ће у сваком тренутку имати на располагању 100 људи против Турака у случају упада на село. Од 1858. године Грахово је у саставу Црне Горе. У Регији живи породица Даковић која се титулирала као граховски кнезови, а први се помиње Јаков Даковић. Иако има мало података о његовој личној биографији, учествовао је у биткама против Османског царства, а погинуо је 1853. године. Крај је био домаћин 2 битке током Црногорско-османских ратова, а многи Граховци су учествовали у бици на Вучјем Долу. Током 20. вијека, многи људи из породице Ковачевића у Нудом, одгајани су у комунистичкој породици која се највише оружала у борби против окупатора, а најзначајнији је био Сава Ковачевић.

## Култура
У време од 19. до 20. века, у част Граховске битке и Граховачке битке, написано је Рођење слободе-Грахово.
На томеђи, на погону
племе нам се намјерило;
зло свакоје нас дохваћа
и на нас се окомило.
Војасака падалиште
Грахово је било наше;
крст и мјесец на лицу му
зеленом се завађаше.
 Ка Косово орошено
крвљу девет Југовића,
Грахово се натопило
крвљу - десет Петровића.
Муке, патње, погибије
од земана Али-паше
неуморно - а упорно
светиле су руке наше.
Ма Граховац све заврши,
наш Граховац чудо ново;
он освети зло и покор,
то се случи на Косово."
(Краљ Никола,Граховско коло" 1913. године)